# Мост Ханнула
Мост Ханнула — автодорожный металлический ферменный мост через реку Турнеэльвен в финском городе Торнио.

## История
Мост был построен в период с 1935 по 1939 годы. Это был крупнейший проект автодорожного моста в Финляндии того периода.
Мост был спроектирован Германом Оссианом Ханнелиусом, профессором в области строительства мостов, и инженером Эмилем Холмбергом. Строительные работы начались 4 февраля 1935 года.
Мост был открыт 9 июля 1939 года и был назван в честь Ууно Ханнулы, губернатора региона и инициатора строительства моста. На открытии моста губернатор Ханнула выступил с речью, а его жена Элли Ханнула открыла мост. Центральный пролёт моста составляет 108 метров.
Мост является одним из немногих мостов, сохранённых во время войны в Лапландии. 
При строительстве тротуаров произошёл пожар 16 апреля 1962 года, в котором треть надстройки моста сгорела. Во время работ по тушению пожарная машина упала на лёд реки Турнеэльвен. Её водитель погиб при крушении стальной балки на городской стороне. Несколько пожарных и строителей также были ранены, в общей сложности 24 были госпитализированы. Телефонные линии и линии электропередач также были отключены.
На время ремонтно-восстановительных работ движение автомобилей было пущено по льду реки. Однако на тот момент он уже начал таять, что вызвало появление большое количество трещин.
Мост Турнеэльвен был построен в 1979 году параллельно действующему мосту, в связи с необходимостью увеличения трафика и дублёра.